# Numero di Eddington
Con numero di Eddington si intende il numero totale di protoni nell'universo (oppure, ipotizzando l'universo elettricamente neutro, di elettroni). Prende il nome dall'astronomo e fisico Arthur Eddington. Esso è stimato in 10{\displaystyle ^{78}}, entro un errore di due ordini di grandezza.

## Calcolo del numero di Eddington
Il numero di Eddington si ricava dalla densità media di materia ordinaria nell'universo (~ 5 x 10{\displaystyle ^{-31}} g/cm{\displaystyle ^{3}}) e dalla dimensione dell'universo fino alla radiazione di fondo cosmico, il cosiddetto raggio di Hubble, che si stima ~ 3000 Mpc. 
Dalla massa del protone (1,67 x 10{\displaystyle ^{-24}}g) si ricava un numero di protoni nell'ordine di 10{\displaystyle ^{78}}; l'errore associato risulta essere di un paio d'ordini di grandezza derivanti dall'incertezza sulla densità media di materia ordinata e soprattutto sulla misura del raggio di Hubble. Appare opportuno scegliere come sistema di misura il sistema CGS. Allora il raggio di Hubble dovrà essere espresso in cm. 
Con facili calcoli si trova: 3000 Mpc = 9,2568 x 10{\displaystyle ^{27}} cm.
Indicando con δ la densità media dell'universo e con {\displaystyle m_{p}} la massa del protone, dalla ben nota  formula della densità δ  = M / V, posto  M = N x {\displaystyle m_{p}}, cioè M = N x 1,67 x 10{\displaystyle ^{-24}}, dove N indica il numero di protoni dell'universo, e V è il volume della sfera avente per raggio il raggio di Hubble, si ha:
{\displaystyle N=5\times 10^{-31}\times V/(1,67\times 10^{-24})}
dove
{\displaystyle V={\frac {4}{3}}\pi (9,2568\times 10^{27})^{3}}
Svolgendo facili calcoli si ottiene: 
{\displaystyle N=12,535\times (9,2568)^{3}\times 10^{81}\times 10^{24}\times 10^{-31}=9942,7605\times 10^{74}\simeq 10^{78}.}